# 磯の松島事件
磯の松島事件（いそのまつしまじけん）とは、朝鮮民主主義人民共和国によるスパイ事件。1980年（昭和55年）6月12日、兵庫県警察摘発（検挙）。同日、在日朝鮮人の李基吾と黄博が兵庫県香住海岸（磯の松島海岸）で北朝鮮からの工作船を待っていたところを逮捕し、彼らの所持していたモールス符号メモや日本海沿岸のパノラマ写真等を押収した。

## 概要
兵庫県に生まれた在日朝鮮人の須藤博こと黄博は、北朝鮮工作員に獲得され、約2年間にわたって、南北朝鮮統一問題、韓国政府批判、主体思想、朝鮮語などの教育を受けたのち、北朝鮮で工作員教育を受けるため、1980年6月12日、工作員李基吾の案内で兵庫県美方郡香美町の磯の松島海岸から北朝鮮に向け不法出国しようとしていた。
一方の岩本清こと李基吾は、広島県に生まれ育った在日朝鮮人で、和光大学経済学部に在学中に北朝鮮工作員に獲得され、主体思想、暗号通要領などのスパイ訓練を受け、北朝鮮からの暗号通信を受信しながら、
- 日本海沿岸の潜入・脱出地点の調査
- 工作員対象者の脱出案内

などの任務に従事していた。
1980年6月12日、兵庫県警察は磯の松島海岸で北朝鮮工作船を待っていた工作員李基吾と黄博を逮捕し、モールス符号メモや日本海沿岸を撮影したパノラマ写真など諜報活動を裏づける証拠資料を押収した。
1981年（昭和56年）1月29日、神戸地方裁判所は李基吾と黄博の両名に対し、それぞれ出入国管理令違反の罪で懲役6月、執行猶予3年の判決を下した。